# Одруження Бальзамінова (фільм, 1989)
Про однойменний радянський художній фільм див. Одруження Бальзамінова (фільм, 1964)
«Одруження Бальзамінова» — радянський художній телефільм 1989 року, знятий на кіностудії «Ленфільм».

## Сюжет
Телевізійний фільм-балет за мотивами трилогії Олександра Островського про персонажа Михайла Бальзамінова: «Святковий сон до обіду», «Одруження Бальзамінова», «Свої собаки гризуться, чужа не приставай!».
Хореографічна фантазія, знята в жанрі музичної комедії, де балетні сцени чергуються з драматичними.

## У ролях
- Дмитро Сімкін — Бальзамінов
- Тетяна Квасова — сваха
- Катерина Муравйова — Бєлотєлова
- Олена Алексєєва — Капа
- Маргарита Куллик — Устя
- Микола Ковмір — Неуєдьонов
- Ігор Соловйов — наречений Капи
- Ігор Морозов — наречений Усті
- Олександр Макаров — гусар
- Анатолій Грідін — генерал
- Алла Дмитрієва — дівчина
- Валентина Виноградова — епізод
- Юрій Дружинін — унтер
- Євген Мясіщев — епізод
- Марина Юрасова — епізод
- Олександр Сапунов — епізод
- Віктор Федотов — диригент

## Знімальна група
- Режисер-постановник —  Олександр Бєлінський
- Композитор —  Валерій Гаврилін
- Оператор-постановник —  Едуард Розовський
- Художник —  Наталія Васильєва
- Звукорежисер —  Едуард Ванунц